# Vesicephalus longisetis
Vesicephalus longisetis är en urinsektsart som först beskrevs av Louise Guthrie 1903.  Vesicephalus longisetis ingår i släktet Vesicephalus och familjen Katiannidae. Inga underarter finns listade i Catalogue of Life.